# Basílica de Nuestra Señora del Perpetuo Socorro (Brooklyn)
La Basílica de Nuestra Señora del Perpetuo Socorro (en inglés: Basilica of Our Lady of Perpetual Help) Es una iglesia católica y un hito arquitectónico en el barrio de Brooklyn en la ciudad de Nueva York en Estados Unidos. Se encuentra en la Quinta Avenida entre las calles 59 y 60 en el barrio de Sunset Park y ocupa aproximadamente la mitad del bloque cuadrado que se extiende hasta la 6.ª Avenida, con la rectoría y los edificios auxiliares ocupando el resto. La Basílica es visible a cierta distancia, particularmente desde la autopista de Gowanus. Se conoce popularmente por sus iniciales, OLPH.

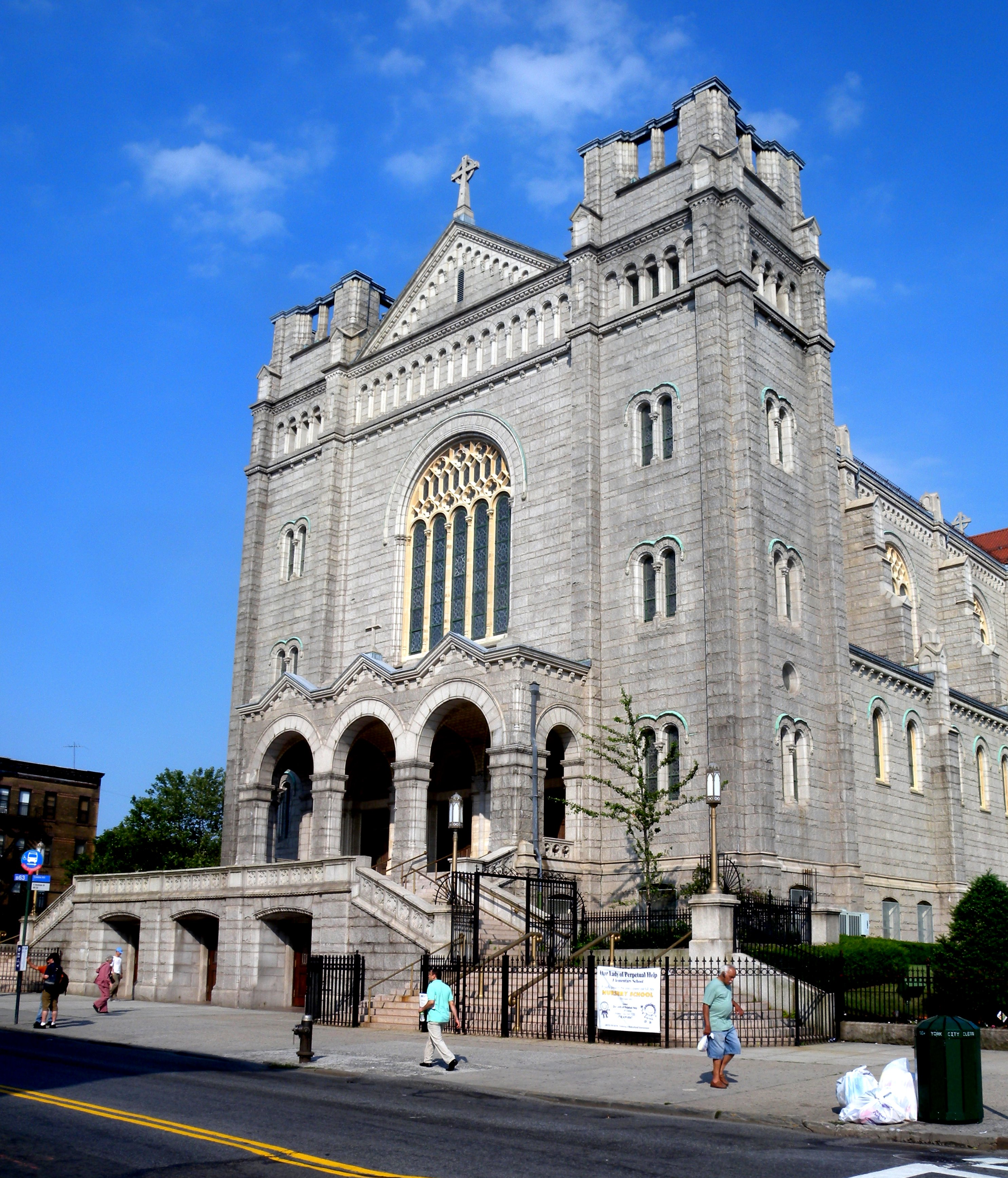
Otra vista del templo

La basílica, fundada y todavía atendida por los Redentoristas, es una iglesia parroquial católica de la diócesis de Brooklyn. Está dedicado a Nuestra Señora del Perpetuo Socorro, y sirve como una pro-catedral. El arquitecto encargado de su diseño fue Franz Joseph Untersee de Boston. Como doble capilla, la basílica tiene dos plantas para los servicios religiosos, como la Basílica de San Francisco de Asís.